# ادوارد مالاکیان
ادوارد مالاکیان (ارمنی: Էդուարդ Մալաքյան؛ انگلیسی: Eduard Malakyan؛ ۱۶ نوامبر ۲۰۰۰ ) بازیکن هاکی روی یخ اهل ارمنستان در پست مدافع است.

## باشگاهی
از باشگاه‌هایی که در آن بازی کرده‌است می‌توان به باشگاه هاکی روی یخ اورارتو، BKMA Yerevan اشاره کرد.

## تیم ملی
وی همچنین در تیم ملی هاکی روی یخ مردان ارمنستان بازی کرده‌است